# Diocesi di Riohacha
La diocesi di Riohacha (in latino: Dioecesis Riviascianensis) è una sede della Chiesa cattolica in Colombia suffraganea dell'arcidiocesi di Barranquilla. Nel 2022 contava 525.000 battezzati su 657.000 abitanti. È retta dal vescovo Francisco Antonio Ceballos Escobar, C.SS.R.

## Territorio
La diocesi comprende 8 comuni nella parte orientale del dipartimento colombiano di La Guajira: Uribia, Manaure, Maicao, Albania, Hatonuevo, Barrancas, Dibulla e Riohacha.
Sede vescovile è la città di Riohacha, dove si trova la cattedrale di Nostra Signora dei Rimedi.
Il territorio si estende su una superficie di 17.122 km² ed è suddiviso in 38 parrocchie.

## Storia
Il vicariato apostolico di Riohacha fu eretto il 4 dicembre 1952 con la bolla Gravi illa beati di papa Pio XII, per divisione del vicariato apostolico della Guajira, che diede origine anche al vicariato apostolico di Valledupar (oggi diocesi).
Il nuovo vicariato apostolico fu affidato alle cure dei missionari cappuccini della provincia francescana di Abruzzo.
Il 16 luglio 1988 il vicariato apostolico è stato elevato al rango di diocesi con la bolla Quoniam ut plane di papa Giovanni Paolo II.

## Cronotassi dei vescovi
Si omettono i periodi di sede vacante non superiori ai 2 anni o non storicamente accertati.
- Eusebio Septimio Mari, O.F.M.Cap. † (21 febbraio 1954 - 21 dicembre 1965 deceduto)
- Livio Reginaldo Fischione, O.F.M.Cap. † (29 settembre 1966 - 16 luglio 1988 dimesso)
- Jairo Jaramillo Monsalve (16 luglio 1988 - 10 giugno 1995 nominato vescovo di Santa Rosa de Osos)
- Gilberto Jiménez Narváez † (16 luglio 1996 - 8 marzo 2001 dimesso)
- Armando Larios Jiménez † (8 marzo 2001 - 5 giugno 2004 dimesso)
- Héctor Ignacio Salah Zuleta (13 maggio 2005 - 22 aprile 2020 ritirato)
- Francisco Antonio Ceballos Escobar, C.SS.R., dal 22 aprile 2020

## Statistiche
La diocesi nel 2022 su una popolazione di 657.000 persone contava 525.000 battezzati, corrispondenti al 79,9% del totale.
| anno | popolazione | popolazione | popolazione | presbiteri | presbiteri | presbiteri | presbiteri                | diaconi | religiosi | religiosi | parrocchie |
| anno | battezzati  | totale      | %           | numero     | secolari   | regolari   | battezzati per presbitero | diaconi | uomini    | donne     | parrocchie |
| ---- | ----------- | ----------- | ----------- | ---------- | ---------- | ---------- | ------------------------- | ------- | --------- | --------- | ---------- |
| 1966 | 75.000      | 80.000      | 93,8        | 17         | 1          | 16         | 4.411                     |         | 5         | 52        | 8          |
| 1970 | 80.000      | 90.000      | 88,9        | 17         |            | 17         | 4.705                     |         | 20        | 59        |            |
| 1976 | 85.000      | 100.000     | 85,0        | 18         | 1          | 17         | 4.722                     |         | 17        | 59        | 7          |
| 1980 | 130.000     | 159.500     | 81,5        | 18         | 2          | 16         | 7.222                     |         | 16        | 67        | 9          |
| 1990 | 163.000     | 201.000     | 81,1        | 30         | 23         | 7          | 5.433                     |         | 8         | 62        | 10         |
| 1999 | 300.000     | 380.000     | 78,9        | 36         | 30         | 6          | 8.333                     |         | 11        | 73        | 22         |
| 2000 | 224.000     | 250.000     | 89,6        | 35         | 30         | 5          | 6.400                     |         | 8         | 80        | 22         |
| 2001 | 224.000     | 250.000     | 89,6        | 36         | 31         | 5          | 6.222                     |         | 8         | 80        | 22         |
| 2002 | 300.000     | 380.000     | 78,9        | 35         | 29         | 6          | 8.571                     |         | 9         | 88        | 21         |
| 2003 | 310.000     | 385.000     | 80,5        | 34         | 27         | 7          | 9.117                     |         | 8         | 92        | 22         |
| 2004 | 320.000     | 390.000     | 82,1        | 31         | 26         | 5          | 10.322                    |         | 6         | 93        | 22         |
| 2010 | 353.000     | 425.000     | 83,1        | 38         | 34         | 4          | 9.289                     |         | 5         | 59        | 23         |
| 2014 | 414.700     | 479.000     | 86,6        | 54         | 48         | 6          | 7.679                     |         | 6         | 58        | 37         |
| 2017 | 429.000     | 494.000     | 86,8        | 55         | 38         | 17         | 7.800                     |         | 17        | 63        | 37         |
| 2020 | 508.800     | 636.200     | 80,0        | 71         | 62         | 9          | 7.166                     |         | 9         | 57        | 38         |
| 2022 | 525.000     | 657.000     | 79,9        | 72         | 62         | 10         | 7.291                     |         | 15        | 31        | 38         |